# Roodsnavelbuffelwever
De roodsnavelbuffelwever (Bubalornis niger) is een zangvogel uit de familie van de wevers en verwanten (Ploceidae).

## Verspreiding en leefgebied
Deze soort komt voor op de Afrikaanse steppen en savannen en telt drie ondersoorten:
- B. n. intermedius: van zuidoostelijk Soedan, Ethiopië en Somalië tot Oeganda, Kenia en Tanzania.
- B. n. niger: van zuidelijk Angola en noordelijk Namibië tot Zimbabwe en noordelijk Zuid-Afrika.
- B. n. militaris: van zuidelijk Zambia tot zuidelijk Mozambique en noordoostelijk Zuid-Afrika.

De soort is zeer talrijk en wordt wel genoemd als de grootste vogelpopulatie op de planeet.